# Folioceros fuciformis
Folioceros fuciformis là một loài rêu trong họ Anthocerotaceae. Loài này được Mont. D.C. Bhardwaj mô tả khoa học đầu tiên năm 1975.